# Nereju, Vrancea
Nereju este satul de reședință al comunei cu același nume din județul Vrancea, Moldova, România.
 Acest articol despre o localitate din județul Vrancea este deocamdată un ciot. Puteți ajuta Wikipedia prin completarea lui.